# Lymnas leucoplegma
Lymnas leucoplegma är en fjärilsart som beskrevs av Hans Ferdinand Emil Julius Stichel 1910. Lymnas leucoplegma ingår i släktet Lymnas och familjen Riodinidae. Inga underarter finns listade i Catalogue of Life.